# Gordon Brand Junior
Gordon Brand Junior (* 19. August 1958 in Kirkcaldy, Schottland; † 1. August 2019) war ein schottischer Profigolfer der European Tour. Gordon Brand wurde Ende 1981 Berufsgolfer. 1982 gewann er zwei Turniere und wurde mit dem Sir Henry Cotton Rookie of the Year Award ausgezeichnet. Er gewann von 1982 bis 1993 achtmal auf der European Tour und war Stammgast auf der European Seniors Tour. Gordon Brand Junior spielte in zwei Ryder Cups und feierte 1987 sein Debüt, als Europa zum ersten Mal in Amerika gewann, bevor er zwei Jahre später dazu beitrug, die Trophäe zu behalten.

## Amateur

### Einzel (Siege)
- 1978: English Amateur Open, Brabazon Trophy
- 1979: British Amateur Open Junioren, Zweeds Amateur Open, Swedish Amateur Open Stroke Play Championship
- 1980: Scottish Amateur Open Junioren, Scottish Amateur Open
- 1981: Portugees Amateur Open

### Mannschaft
- 1976 und 1978 spielt er in der Mannschaft, die die St. Andrews Trophy gewinnt.
- 1978 und 1980 spielt er die Eisenhower Trophy für Schottland.
- 1979 spielt er den Walker Cup für Großbritannien und Irland.

## Profi

### PGA European Tour (Siege)
- 1982: Coral Classic, Bob Hope British Classic
- 1984: Celtic International, Panasonic European Open
- 1987: KLM Dutch Open, Scandinavian Enterprise Open
- 1989: Benson & Hedges International Open
- 1993: GA European Open

### European Seniors Tour
- 2010: Jersey Seniors Open/Matrix Jersey Classic
- 2013: WINSTONgolf Senior Open

### Australian Tour
- 1988: West End South Australian Open

### Mannschaft
- Ryder Cup für Europa: 1987 (gewonnen) und 1989 (verteidigt)
- Alfred Dunhill Links Championship für Schottland: 1985, 1986, 1987, 1988, 1989, 1991, 1992, 1993, 1994, 1997
- World Cup für Schottland: 1984, 1985, 1988, 1989, 1990, 1992, 1994
- Four Tours World Championship: 1985, 1988, 1989

| Personendaten    | Personendaten         |
| ---------------- | --------------------- |
| NAME             | Brand, Gordon Junior  |
| ALTERNATIVNAMEN  | Brand, Gordon Jnr     |
| KURZBESCHREIBUNG | schottischer Golfer   |
| GEBURTSDATUM     | 19. August 1958       |
| GEBURTSORT       | Kirkcaldy, Schottland |
| STERBEDATUM      | 1. August 2019        |